# 换马店镇
换马店镇，是中华人民共和国河北省邢台市宁晋县下辖的一个乡镇级行政单位。

## 行政区划
换马店镇下辖以下地区：
换马店村、秦邱村、大康庄村、藏庄村、小康庄村、边村、寨子村、曹伍町一村、曹伍町二村、东枣村、西枣村、北枣村、米家庄一村、米家庄二村、米家庄三村、武家桥村、西村、胡谷村、楼底村、南及桥村、西及桥村和北及桥村。